# Grenzdurchgangslager

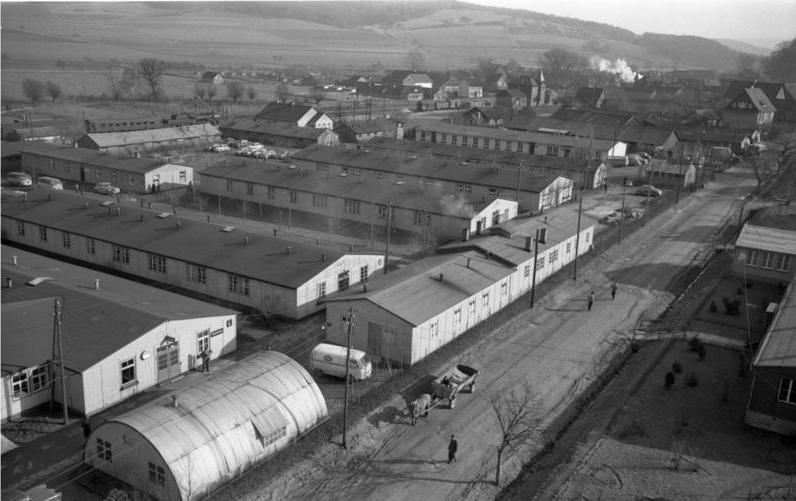
Grenzdurchgangslager Friedland

Ein Grenzdurchgangslager ist ab 1945 eine Sammelunterkunft für Flüchtlinge und Vertriebene aus den ehemaligen deutschen Ostgebieten und der SBZ bzw. später DDR.
Hier werden die Flüchtlinge und Spätaussiedler zunächst untergebracht, bevor sie auf die aufnehmenden Besatzungszonen und später Bundesländer verteilt wurden. Das größte Grenzdurchgangslager ist das Grenzdurchgangslager Friedland in Niedersachsen, das bis heute aktiv ist und seit 1945 von mehr als vier Millionen Flüchtlingen durchlaufen wurde. Daneben bestanden Grenzdurchgangslager im bayerischen Hof-Moschendorf, Wiesau, Furth im Wald und Piding.
Bis 1955 waren sie auch Stationen für die aus der Sowjetunion heimkehrenden deutschen Kriegsgefangenen.